# Gaag (canal)
Pour les articles homonymes, voir Gaag.
Le Gaag est un canal néerlandais de la Hollande-Méridionale.

## Géographie
Le Gaag a une longueur d'environ 2 km et coule entre Den Hoorn et Schipluiden, entièrement sur le territoire de la commune de Midden-Delfland. A Den Hoorn, le Gaag continue vers Delft sous le nom de Buitenwatersloot. A Schipluiden, le Gaag rejoint le Lierwatering, à partir de cet endroit commence le canal de Flardingue vers Flardingue. Au sud-ouest de Schipluiden, le Gaag communique avec l'Oostgaag qui va vers Maasland et vers le Westgaag.
Depuis 1998, le nouveau tronçon de l'A4 emprunte passe sous le Gaag ; à cet effet, on a construit un nouvel aqueduc (Gaag-aquaduct).
Sur le canal se trouve une localité du même nom, ainsi que le hameau de Hodenpijl.

## Source
- (nl) Cet article est partiellement ou en totalité issu de l’article de Wikipédia en néerlandais intitulé « Gaag (water) » (voir la liste des auteurs).